# Yonge (krater)
Yonge är en nedslagskrater med en diameter på 42 kilometer, på planeten Venus. Yonge har fått sitt namn efter den brittiska författaren Charlotte Mary Yonge.